# Propriété personnelle
La propriété personnelle (en anglais personal property) est un type de propriété hérité du droit romain qu'on retrouve aujourd'hui dans le système de droit anglais dit de Common law mais qui ne correspond à aucune classification française.
La propriété personnelle porte sur des biens mobiliers corporels ou non, et se distingue de la « propriété réelle » (real property) qui porte sur l'immobilier. En droit romain, la propriété personnelle est appelée propriété mobilière (n'importe quelle chose qui peut être déplacée d'un endroit à un autre). Ce terme permet de la distinguer des biens immobiliers (real property), comme les terrains et les bâtiments.
Cette distinction entre ces types de propriétés est significative à plus d'un titre. Habituellement, les droits sur les biens mobiliers sont plus atténués que ceux sur les biens immobiliers. Les prescriptions sont généralement plus courtes quand on traite de meubles.
Les droits sur des biens immobiliers peuvent être revendiqués beaucoup plus longtemps, et dans la plupart des droits nationaux, les droits de propriété immobilière sont enregistrés dans un cadastre ou autre registre tenu par une autorité publique. Il arrive que dans certains droits nationaux, les droits sur la propriété personnelle ou mobilière peuvent également être enregistrés.
La propriété personnelle peut avoir pour assiette une somme d'argent, une lettre de change, des sûretés, des marchandises etc.
En Common law, il est possible de grever la propriété réelle d'une hypothèque (mortgage). Une telle hypothèque garantit le paiement de la dette, et sanctionne son défaut par une saisie qui peut être engagée à l'initiative du créancier hypothècaire (qui en est le propriétaire). La propriété personnelle peut de même être sécurisée par différents moyens : le gage, le trust ou une sûreté réelle autre que l'hypothèque.
La propriété réelle peut servir d'assiette à une taxe sur la propriété.